# Winneconne (Wisconsin)
Winneconne es una villa ubicada en el condado de Winnebago en el estado estadounidense de Wisconsin. En el Censo de 2010 tenía una población de 2.383 habitantes y una densidad poblacional de 470,87 personas por km².

## Geografía
Winneconne se encuentra ubicada en las coordenadas 44°6′42″N 88°42′43″O / 44.11167, -88.71194. Según la Oficina del Censo de los Estados Unidos, Winneconne tiene una superficie total de 5.06 km², de la cual 3.96 km² corresponden a tierra firme y (21.7%) 1.1 km² es agua.

## Demografía
Según el censo de 2010, había 2.383 personas residiendo en Winneconne. La densidad de población era de 470,87 hab./km². De los 2.383 habitantes, Winneconne estaba compuesto por el 97.52% blancos, el 0.21% eran afroamericanos, el 0.42% eran amerindios, el 0.25% eran asiáticos, el 0% eran isleños del Pacífico, el 0.8% eran de otras razas y el 0.8% pertenecían a dos o más razas. Del total de la población el 1.34% eran hispanos o latinos de cualquier raza.